# Historia Polski (1386–1492)

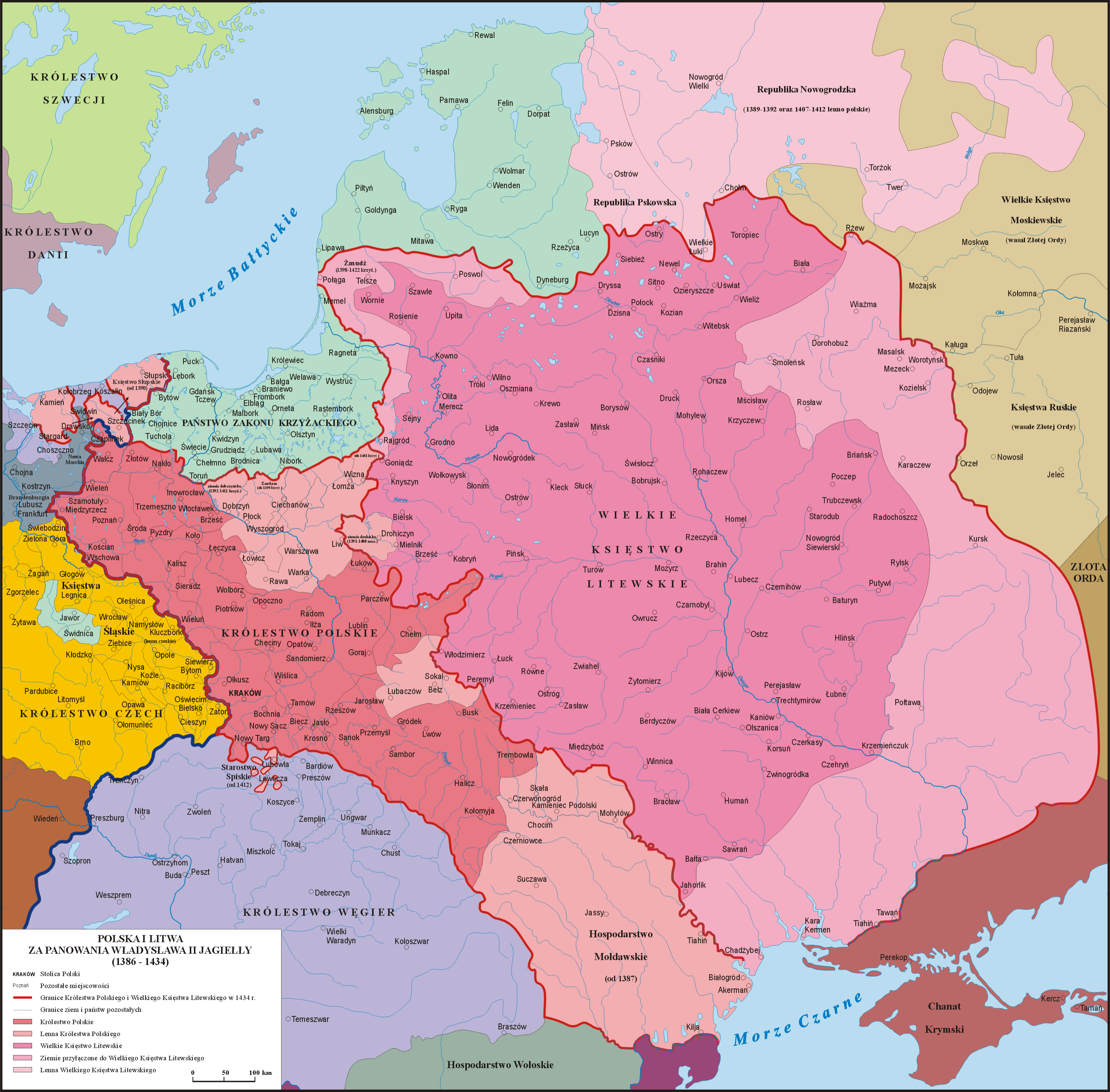
Polska i Litwa za panowania Władysława II

Historia Polski (1386–1492) – historia Polski od koronacji Władysława II Jagiełły do śmierci Kazimierza IV Jagiellończyka.

## Wspólne panowanie Jadwigi i Władysława II Jagiełły (1386–1399)

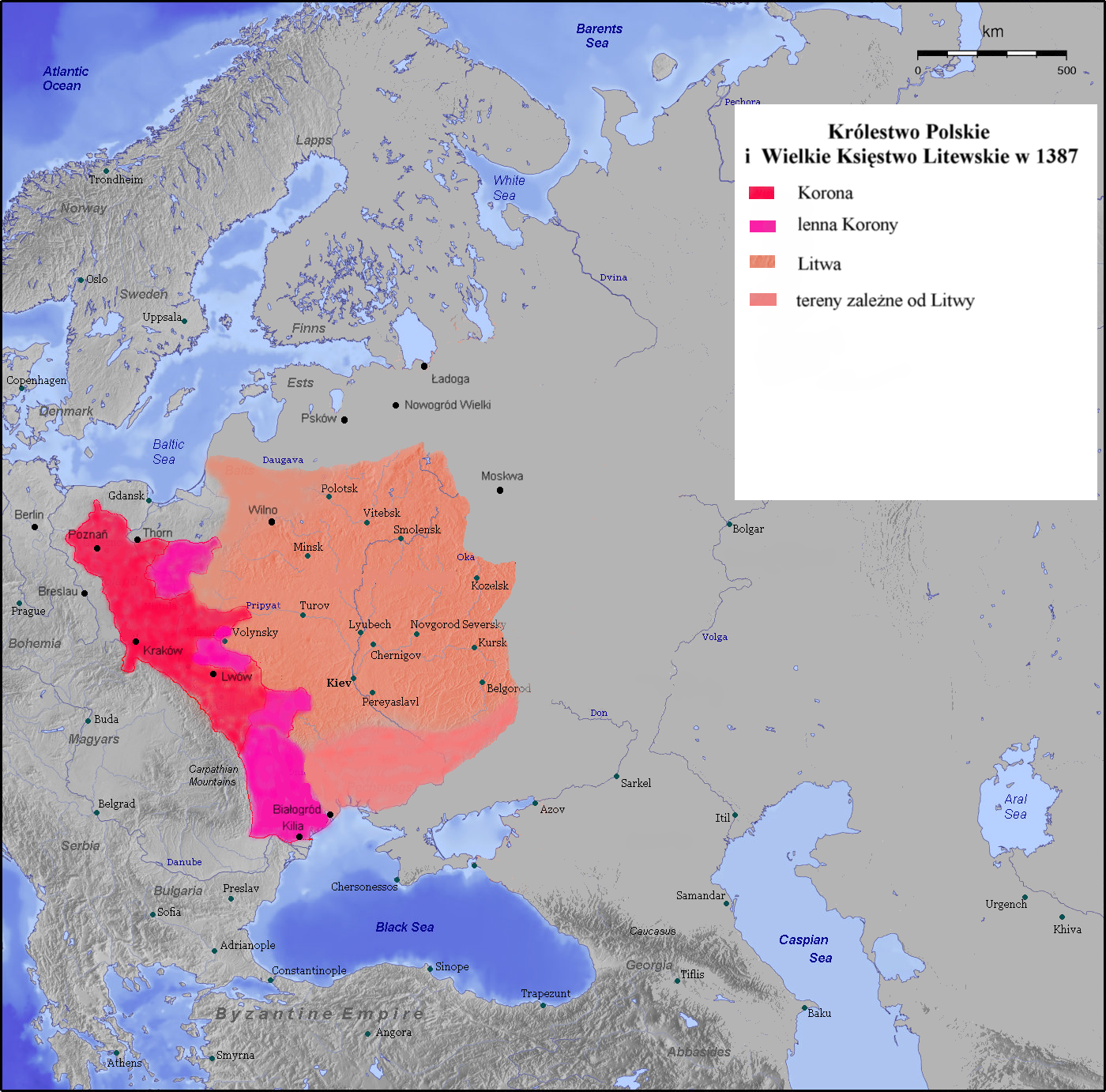
Polska i Litwa po unii w Krewie

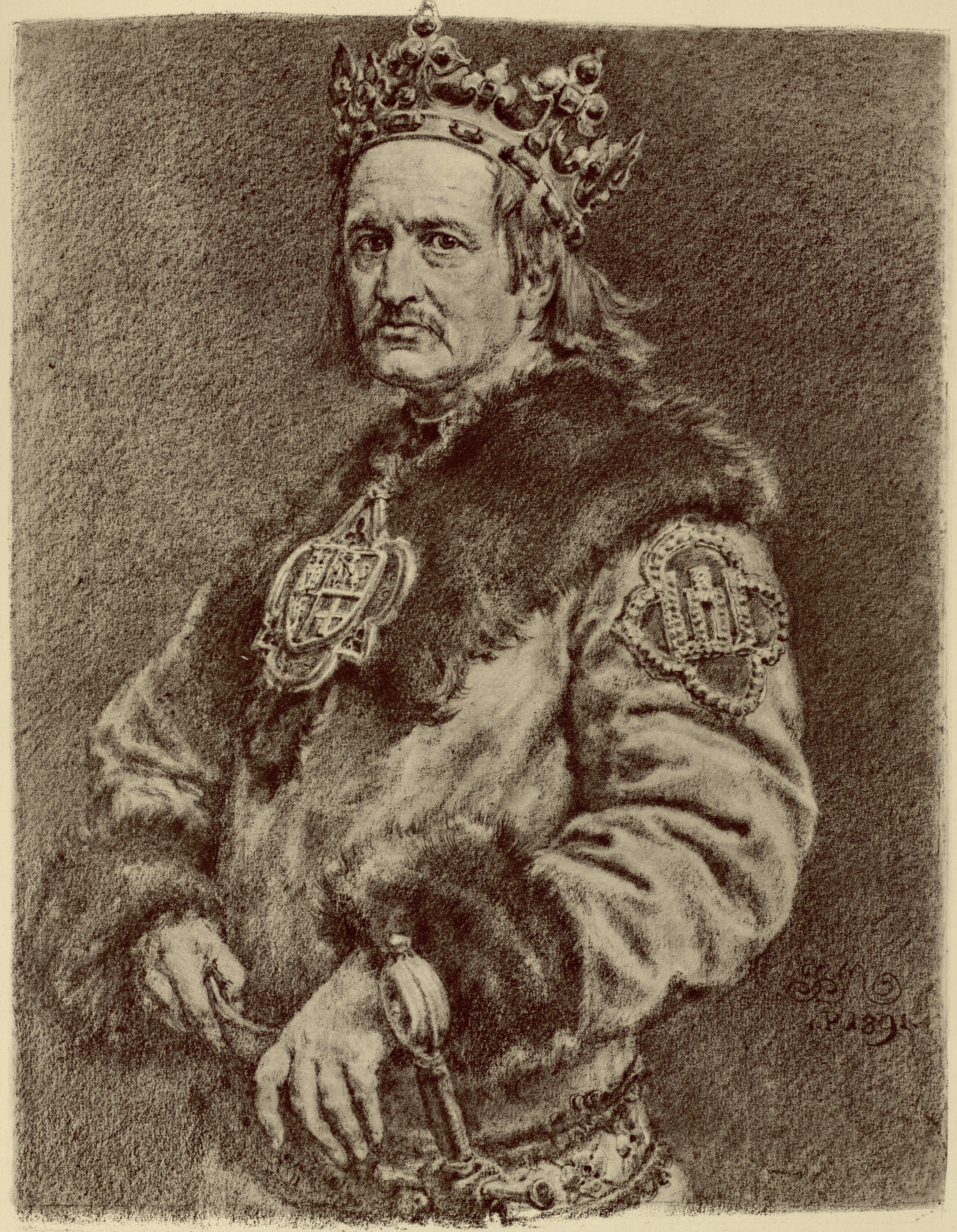
Władysław Jagiełło według Jana Matejki

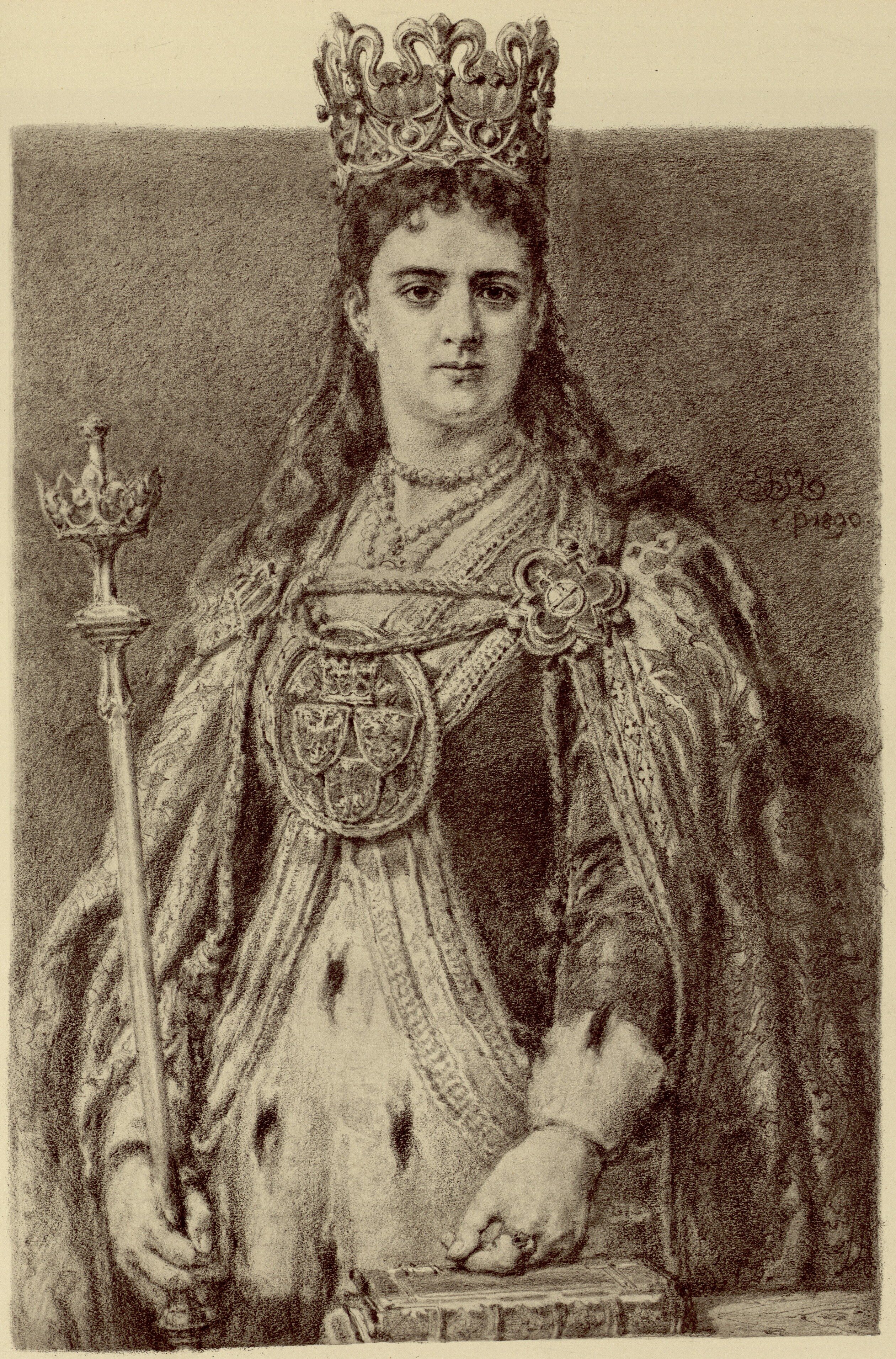
Jadwiga według Jana Matejki

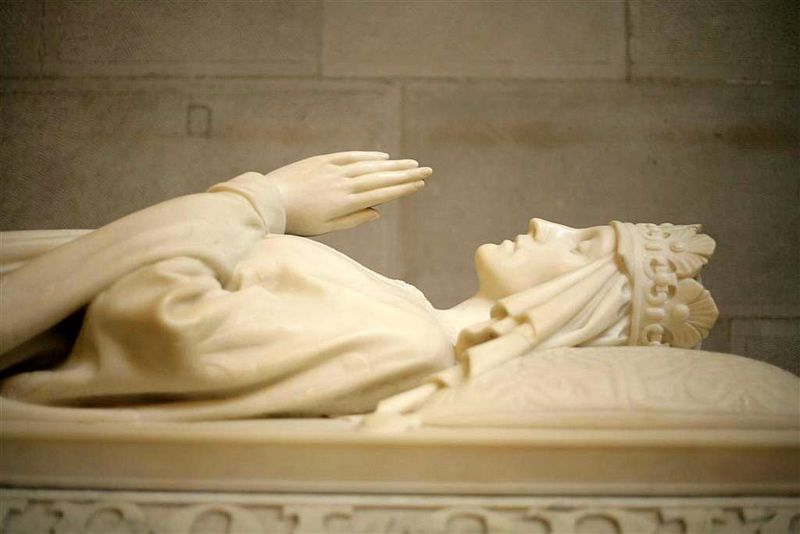
Nagrobek królowej Jadwigi Andegaweńskiej w katedrze wawelskiej

4 marca 1386 w katedrze wawelskiej wielki książę litewski Władysław Jagiełło został koronowany na króla Polski. Wydarzenie to zapoczątkowało pierwszy okres jego rządów, we współpracy z młodą małżonką Jadwigą, pozostającą niewątpliwie pod silnym wpływem małopolskich elit możnowładczych.

### Litwa po zawarciu unii z Polską
Wkrótce po koronacji, w 1387 roku Jagiełło powrócił na Litwę, aby rozpocząć jej chrystianizację w obrządku łacińskim. W Wilnie utworzone zostało biskupstwo podległe polskiej prowincji kościelnej, którego pierwszym biskupem został Andrzej Jastrzębiec. Zarazem Jagiełło przekonał do przyjęcia nowej wiary bojarów litewskich i rozpoczął niszczenie obiektów dawnego kultu. Jednocześnie postępował proces unifikacji Litwy z Koroną Polską.
Możnowładztwo polskie interpretowało akt unii w Krewie jako zapowiedź włączenia wielkiego księstwa do Polski. W tę stronę zmierzały także pierwsze działania Jagiełły, który jako obcy władca i neofita nie mógł jeszcze pozwolić sobie na wejście w spór z elitami, które wyniosły go na tron. Król rozciągnął kompetencje swojej kancelarii na ziemie litewskie, a także zastąpił pieczęć wielkoksiążęcą pieczęcią królewską. Jego bracia, litewscy książęta przybyli do Krakowa i złożyli hołd królewskiej parze. To, a także utworzenie diecezji podległej arcybiskupstwu w Gnieźnie mogło wskazywać na plany stopniowej inkorporacji Litwy. Działaniom takim sprzeciwili się litewscy bojarzy, a szczególnie aktywnie syn Kiejstuta, a brat stryjeczny Jagiełły Witold, który domagał się przekazania mu należnych po ojcu Trok i Wołynia. Na Litwie rozgorzała wojna domowa, w którą po stronie Witolda wmieszali się Krzyżacy, w zamian uzyskując od niego Żmudź. Zakon zorganizował dwie zbrojne wyprawy na Wilno w 1390 i 1391 roku. Równocześnie w latach 1391-96 trwała wojna Polski z Władysławem Opolczykiem. Krzyżakom nie udało się wprawdzie zdobyć litewskiej stolicy bronionej przez polskie rycerstwo, jednak dzięki wsparciu krzyżackiemu Witold odzyskał Grodno i znaczną część ziemi trockiej. Jagiełło zdawał sobie sprawę z zagrożenia jakie tworzyły wewnętrzne walki na Litwie. Wzmacniały one pozycje Krzyżaków, a zarazem groziły nawet rozpadem unii polsko-litewskiej. W tej sytuacji król polski zdecydował się na kompromis. W sierpniu 1392 w Ostrowiu zawarł porozumienie z Witoldem. Na jego mocy syn Kiejstuta w zamian za zrezygnowanie ze współpracy z Krzyżakami uzyskał księstwo trockie i rządy namiestnicze na Litwie. W efekcie Litwa miała odtąd dwóch wielkich książąt: Witolda i sprawującego formalną zwierzchność nad nim Jagiełłę. Porozumienie spotkało się z gwałtowną reakcją Krzyżaków, którzy konsekwentnie ponawiali wyprawy na Litwę, mając na celu przede wszystkim utrzymanie uzyskanej dopiero co od Witolda Żmudzi. Ich wyprawy nie miały charakteru zaborczego, co pozwalało Witoldowi skupić się na centralizacji władzy i umacnianiu swojej pozycji – odtąd aż do śmierci w ścisłej współpracy z Władysławem Jagiełłą. Jego podstawowym celem było kontynuowanie ekspansji na wschód i zjednoczenie pod zwierzchnictwem litewskim wszystkich ziem litewskich. Realizację tego planu rozpoczął po zawarciu pokoju z Krzyżakami na wyspie Salin w 1398. Na jego mocy odstąpił zakonowi Żmudź i rezygnował ze swoich pretensji do Pskowa. W zamian uzyskiwał swobodę w działaniach przeciw Wielkiemu Nowogrodowi. W 1399 Witold wszedł w układ z chanem Złotej Ordy i zorganizował wielką wyprawę na wschód. W zamian za przywrócenie chanowi Tochtamyszowi miał on przejąć władzę nad Rusią. Ekspedycja zakończyła się jednak klęską – w bitwie nad Worsklą rozegranej 12 lub 16 sierpnia 1399 wojska litewskie zostały doszczętnie rozbite, co pogrzebało wschodnią politykę Witolda. Przypuszcza się, że porażka ta spotkała się z zadowoleniem polskich elit możnowładczych – zapewniała ona utrzymanie unii z Litwą, która inaczej mogłaby urosnąć w siłę i zrezygnować ze związków z zachodnim sąsiadem.

### Wyprawa Jadwigi na Ruś Halicko-Włodzimierską
W czasie, gdy Jagiełło wracał na Litwę aby rozpocząć jej chrystianizację, królowa Jadwiga wyruszyła z wyprawą na Ruś Halicko-Włodzimierską celem jej ponownego przyłączenia do Polski. Terytorium to za rządów Ludwika Andegaweńskiego w rzeczywistości przeszło pod zwierzchność węgierską, co stało w sprzeczności z postanowieniami układu sukcesyjnego zawartego w 1350 roku między Kazimierzem Wielkim i Ludwikiem. Kiedy na Węgrzech rozpoczęło się bezkrólewie po śmierci Elżbiety Bośniaczki panowie małopolscy podjęli działania mające na celu odwrócenie niekorzystnej dla nich sytuacji. Na Ruś wkroczyła wyprawa małopolskiego rycerstwa, która wymusiła na kolejnych grodach poddanie się zwierzchnictwu polskiemu. Opór próbował stawiać rządzący Rusią od 1372 do 1378 z nadania Ludwika Węgierskiego Władysław Opolczyk. Nie zdołał on jednak zyskać szerszego poparcia i zmuszony został do opuszczenia Rusi. Odzyskanie tego terytorium nie tylko wzmocniło pozycję Polski, ale zarazem doprowadziło do jej zbliżenia z Mołdawią i Wołoszczyzną. Jesienią 1387 we Lwowie hospodar mołdawski Piotr I i jego brat Roman złożyli polskiej parze królewskiej hołd lenny. Dwa lata później zawiązano także sojusz wojskowy między Władysławem Jagiełłą i hospodarem wołoskim Mirczą Starym.
ciąg dalszy do uzupełnienia

## Samodzielne panowanie Władysława II Jagiełły (1399–1434)

### Schyłek rządów
31 października 1424 roku czwarta żona Władysława Jagiełły, Zofia Holszańska urodziła władcy pierworodnego syna. Wydarzenie to doprowadziło do radykalnej zmiany w polityce starego króla, który odtąd wszystkie swoje siły skupił na zapewnieniu tronu młodemu księciu Władysławowi. Ten ostatni etap rządów Jagiełły krytycznie ocenili zarówno ludzie mu współcześni, jak i późniejsi historycy. Król będący już w bardzo podeszłym wieku prowadził politykę coraz mniej rezolutną, a przy tym szkodliwą zarówno dla jego własnych interesów, jak i interesów Korony Polskiej.
Początkowo nic nie zapowiadało problemów z następstwem tronu. Sam Jagiełło uznawał, że jego syn ma dziedziczne prawo do korony polskiej, co wyraził m.in. w swoim liście do papieża Marcina V. Także panowie polscy w zdecydowanej większości opowiadali się za przekazaniem tronu Jagiellończykowi, na innych jednak zasadach. Uznawali oni, że wraz z wygaśnięciem dynastii Piastów tron Polski stał się elekcyjny, a tym samym osadzenie na nim syna królewskiego miało wynikać nie z prawa krwi, ale z suwerennej decyzji dostojników. W ten sposób w Polsce rozpoczął się spór mający rozsądzić o charakterze władzy królewskiej dynastii Jagiellonów. Pierwszym jego etapem był zjazd walny zwołany do Brześcia na 25 kwietnia 1425. Zebrani na nim dostojnicy zdecydowali, że syn Jagiełły obejmie tron dopiero po osiągnięciu pełnoletniości i zatwierdzeniu wszystkich przywilejów. Król zgodził się na te warunki, jednak już w roku kolejnym odstąpił od swojej decyzji. Na kolejnym zjeździe w Łęczycy odmówił potwierdzenia przywilejów i nadania nowych. Rozeźleni zebrani mieli według relacji Długosza w odpowiedzi pociąć podpisany rok wcześniej dokument mieczami na drobne kawałki. Na dłuższy czas pozostawiło to sprawę następstwa tronu nierozwiązaną.
Równocześnie pozycja obozu królewskiego umocniła się dzięki narodzinom kolejnych dwóch synów Jagiełły, z których wprawdzie jeden zmarł w niemowlęctwie (1426), ale drugi, ochrzczony Kazimierzem, chował się zdrowo. Te niespodziewane, w sytuacji gdy król był już w wieku około 70 lat, narodziny wywołały liczne plotki, a nawet doprowadziły do skandalu na dworze krakowskim. Prawdopodobnie z inspiracji Krzyżaków lub (co sugerował Długosz) wielkiego księcia Witolda, Zofię oskarżono w 1427 o cudzołóstwo, tym samym sugerując, że jej dzieci nie są potomkami Jagiełły. Król nie przyłączył się do oskarżycieli swojej żony, a ta wkrótce została pod przysięgą oczyszczona z wszelkich zarzutów. W 1431 wytoczono też proces oczerniającym ją rycerzom. Epizod, choć gwałtowny, nie doprowadził do zakwestionowania praw Władysława i Kazimierza do tronu polskiego.
Kwestią następstwa tronu w Polsce żywotnie zainteresowany był Zygmunt Luksemburski, znacznie osłabiony przez wojnę w Czechach i spory z elektorami Rzeszy. Przy jego udziale na zjeździe władców w Łucku w styczniu 1429 podjęto ideę koronacji wielkiego księcia Witolda. Jej inicjatorem był zapewne Zygmunt, ciężko natomiast określić jak do pomysłu odniósł się Jagiełło. Według jednych historyków poparł go z przekonania, wierząc, że przekształcenie Litwy w królestwo polepszy pozycję jego synów, będących dziedzicami wielkiego księstwa. Niewykluczone również, że zgoda została na starym Jagielle wymuszona przez Zygmunta i posiadającego bardzo silną pozycję Witolda. Przynajmniej oficjalnie Witold odniósł się do pomysłu sceptycznie, a zdanie miał zmienić, dopiero gdy Jagiełło uraził go listem do Zygmunta Luksemburskiego cofającym zgodę na koronację. Polski król tłumaczył się później, że list ten został wysłany przez podkanclerzego bez jego wiedzy i zgody. Bardzo możliwe, że tak właśnie było – większość członków rady królewskiej i urzędników dworu jawnie przeciwstawiała się niekorzystnemu dla Polski pomysłowi wyniesienia Litwy do rangi królestwa. Koronacja Witolda przekreślałaby bowiem zamiar inkorporacji wielkiego księstwa do Polski. W efekcie niefortunnych decyzji król popadł w spór tak z radą królewską, jak i Witoldem. Koronacji tego ostatniego sprzeciwiła się zarówno strona polska, jak i papiestwo, jednak wielki książę przy wsparciu Zygmunta zdecydował się kontynuować działania mające na celu zdobycie korony. Osłabiony Jagiełło zrezygnował z dalszych sporów o charakter następstwa tronu i w Jedlni w 1430 przyjął warunki panów polskich, wystawiając żądane przywileje. Zarazem potwierdził inkorporację Litwy do Polski. W odpowiedzi Witold zerwał związki z Polską i zawarł skierowany przeciw niej sojusz z zakonem krzyżackim. Zapowiedział też swoją koronację na sierpień 1430. Nie doszło do niej, ponieważ koronę zatrzymano na granicy polskiej. Jednocześnie Jagiełło dążył do porozumienia z bratem stryjecznym. Udało się je osiągnąć jesienią 1430. Władcy zdecydowali, że Witold zostanie koronowany, ale jedynie dożywotnio. Po jego śmierci koronę mieli przejąć synowie Jagiełły. Prawdopodobnie do rozwiązania tego Jagielle udało się przekonać polskich dostojników. Ostatecznie koronacji jednak nie przeprowadzono – na przeszkodzie stanęła jej ciężka choroba Witolda, a następnie jego śmierć 27 października 1430. Umierając Witold przekazał Litwę Jagielle, co mogło zażegnać kryzysową sytuację. Król polski podjął jednak kolejną brzemienną w negatywne skutki decyzję. Wbrew postanowieniom unii w Horodle i bez konsultacji z panami polskimi wybrał na wielkiego księcia litewskiego swojego brata Świdrygiełłę. Ten szybko zaczął dążyć do uniezależnienia się od Polski i założenia własnej dynastii. Jednocześnie słabła pozycja Jagiełły, a decyzje polityczne w coraz większym stopniu podejmowali samodzielnie jego dostojnicy. To oni wbrew decyzji króla zdecydowali w listopadzie 1430 o zajęciu przez wojska koronne zamków na Podolu, a następnie odmówili ich wydania Litwinom. W lutym 1431 na zjeździe w Sandomierzu doszło do otwartego konfliktu między królem i możnowładztwem koronnym – pojawiły się nawet głosy o detronizacji Jagiełły. Ostatecznie dostojnicy polscy zgodzili się zaakceptować władzę Świdrygiełły, ale tylko, jeśli ten zwróci Polsce Podole i Wołyń z Łuckiem, a także uzna zasady unii horodelskiej. Świdrygiełło odmówił i pod auspicjami Zygmunta Luksemburskiego zawarł sojusz z zakonem krzyżackim i hospodarem mołdawskim. W tej sytuacji Jagiełło w lipcu 1431 zarządził wyprawę przeciw bratu. Wojnę tę prowadzono niezwykle opieszale, za co oskarżenia padały pod adresem króla. Jednocześnie z walkami na Rusi doszło do niszczycielskiego najazdu krzyżackiego na Kujawy i ziemię dobrzyńską.
Już we wrześniu podpisano rozejm, na mocy którego Świdrygiełło zachował część Podola i Łuck. W atmosferze powszechnego niezadowolenia wiosną 1432 zwołano zjazd do Sieradza. Król uzyskał na nim bezwarunkową zgodę na koronację swojego syna zaraz po śmierci. Postanowiono też, że Świdrygiełło może zachować władze na Litwie o ile zaakceptuje dziedziczne prawa synów Jagiełły i zerwie sojusz z zakonem. Świdrygiełło ponownie odmówił, co zapowiadało dalszą wojnę polsko-litewską. Perspektywie tej miał zapobiec zamach stanu na Litwie. Zapewne za namową polskich możnowładców bojarzy obalili Świdrygiełłę, a wielkim księciem obrali Zygmunta Kiejstutowicza. 15 października 1432 w Grodnie podpisano z nim nowy akt unii polsko-litewskiej. Zygmunt otrzymał Litwę w dożywotni zarząd, zgadzał się także na zwrot Podola Polsce. Wołyń z Łuckiem miał pozostać przy Litwie. Zamach stanu i układy z Kiejstutowiczem były zasadniczo dziełem polskich dostojników – sam Jagiełło zapewne nie współpracował z nimi, ale w styczniu 1433 zatwierdził unię grodzieńską i potwierdził przywilej jedleński. Pozornie odniesiono zwycięstwo nad Świdrygiełłą, jednak za pozbawionym tronu bratem Jagiełły opowiedziała się ruska część wielkiego księstwa, co jesienią doprowadziło do wojny domowej. Aktywnie włączyła się w nią Polska, w którą zresztą wymierzony był trójstronny sojusz Świdrygiełły, Mołdawii i zakonu. W 1432 Polacy zajęli wschodnie Podole i Łuck, ale już w roku kolejnym ze zdecydowaną ofensywą ruszył Świdrygiełło. Odbił Łuck, podporządkował sobie całą szlachtę ruską i z Inflant uderzył na Litwę. Atak udało się odeprzeć głównie dlatego, że wojska krzyżackie z Prus zostały związane przez siły polskie. Polaków w tej wojnie aktywnie wspierały oddziały czeskich taborytów, z którymi sojusz zawarto w Pabianicach w 1432. Połączone oddziały spustoszyły Nową Marchię i Prusy, wymuszając na zakonie rozejm.
Dzięki skutecznej walce ze Świdrygiełłą i zakonem udało się uratować unię polsko-litewską, jednak ogólna sytuacja była trudna. Sojusz z taborytami bardzo szybko stracił na znaczeniu po tym, jak w 1434 Zygmunt przejął po latach starań władzę w Czechach. Zarazem na Litwie nadal trwała wojna, a w Polsce kresu swoich dni dobiegał stary król. Zmarł on 1 czerwca 1434, prawdopodobnie w wieku 82 lat.

## PanowanieWładysława III Warneńczyka(1434–1444)
Po śmierci Władysława Jagiełły głównym rozgrywającym na polskiej scenie politycznej został biskup krakowski Zbigniew Oleśnicki. Wiadomość o nastaniu bezkrólewia dotarła do niego podczas postoju w Poznaniu, w drodze na sobór w Bazylei. W zaistniałej sytuacji biskup zrezygnował z wyjazdu i czym prędzej zwołał naradę wielkopolskiego możnowładztwa, które zdecydowało się powierzyć tron Władysławowi Jagiellończykowi i wyznaczyło termin koronacji na 29 czerwca. Podjęcie decyzji przez elity Wielkopolski spotkało się ze zrozumiałym oporem panów krakowskich, którzy wprawdzie nie zakwestionowali wyboru Władysława, ale wymusili przesunięcie koronacji na 25 lipca. Jedynie niewielka grupa możnych ze Spytkiem z Melsztyna i Dziersławem z Rytwian na czele sprzeciwiła się samej idei koronacji potomka Jagiełły, wskazując przede wszystkim na jego młody wiek. Opozycja zaproponowała oddanie korony Siemowitowi mazowieckiemu, ale na zwołanym naprędce zjeździe Małopolan w Opatowie (13 lipca) pomysł ten nie zyskał poparcia. Duże znaczenie miało przybycie na zjazd biskupa Oleśnickiego, który zdołał przekonać jego uczestników do zaakceptowania wyboru Władysława. Koronacja odbyła się w planowanym terminie – wprawdzie grupa skupiona wokół Spytka z Melsztyna próbowała jej przeszkodzić, ponownie nie zyskała jednak większego poparcia. Ostatecznie Władysław został królem, a regencję do czasu osiągnięcia przez niego pełnoletniości powierzono radzie królewskiej. Dodatkowo powołano tzw. tutorów ziemskich – urzędników dla poszczególnych województw posiadających władzę administracyjną i skarbową, a odpowiedzialnych przed radą królewską. W efekcie największy wpływ na władze zachował biskup Oleśnicki, którego wspierała większość członków rady.
W pierwszej kolejności należało na nowo ułożyć stosunki z sąsiadami, przede wszystkim z cesarzem Zygmuntem Luksemburskim. Władca ten w 1434 liczył 54 lata, a wciąż nie posiadał męskiego potomka. W tej sytuacji ze strony polskiej wyszła propozycja małżeństwa Władysława Jagiellończyka z Anną, wnuczką Zygmunta Luksemburskiego. Cesarz nie odrzucił jej jednoznacznie, zamiast tego udzielając polskiemu poselstwu odpowiedzi wymijającej. Związek tego rodzaju byłby bowiem bardzo korzystny dla Jagiellonów, ale nie dla Luksemburczyka. Ostatecznie postanowiono jedynie o zorganizowaniu spotkania przedstawicieli Polski i Węgier mającego na celu rozwiązanie spornych kwestii; przede wszystkim statusu terytoriów, do których oba państwa rościły sobie prawa: miast na Spiszu i ziem ruskich. Doszło do niego w Kieżmarku około Zielonych Świątek roku 1436, ale rozmowy nie przyniosły żadnych rozstrzygnięć. Jednocześnie Zygmunt Luksemburski rozwinął w pierwszych miesiącach po objęciu tronu przez Władysława Jagiellończyka aktywną politykę antypolską. Wspierał Krzyżaków, a także starał się ingerować dyplomatycznie w walki wewnętrzne na Litwie po stronie Świdrygiełły.

### Sytuacja na Litwie
Po koronacji Władysława tylko jeden z dwóch pretendentów do litewskiego tronu, Zygmunt Kiejstutowicz uznał zwierzchnictwo nowego władcy. Liczba jego zwolenników, a tym samym pozycja na Litwie rosła, m.in. dzięki równouprawnieniu bojarów ruskich i rozciągnięciu praw i przywilejów koronnych na Ruś Halicką i Podole. Nie zmieniło to jednak stanowiska zakonu krzyżackiego, który nadal wspierał zbrojnie Świdrygiełłę. W tej sytuacji panowie polscy wysłali na Litwę oddział rycerstwa, który stanął po stronie Zygmunta. We wrześniu 1435 doszło do wielkiej bitwy pod Wiłkomierzem, w której klęskę poniósł Świdrygiełło. W efekcie udało się go wyprzeć z północnych terenów Wielkiego Księstwa, a także wymusić na Krzyżakach zawarcie wieczystego pokoju w Brześciu pod koniec 1435 roku. W sytuacji znacznego osłabienia Świdrygiełły panowie polscy podjęli z nim pertraktację, a w 1437 zawarli porozumienie, na mocy którego brat Jagiełły miał zachować stan posiadania w południowej części Wielkiego Księstwa, w zamian godząc się na przekazanie przed śmiercią wszystkich ziem Koronie. Ustalenia te miały na celu osłabienie Zygmunta Kiejstutowicza, który po przejęciu pełni władzy na Litwie mógłby powrócić do planu uniezależnienia jej od Polski i przekształcenia w królestwo. Nie weszły one ostatecznie w życie, w efekcie zdecydowanego sprzeciwu Zygmunta, który nie przyjmował możliwości czynienia jakichkolwiek ustępstw na rzecz konkurenta. W tej sytuacji panowie polscy zaprzestali popierania Świdrygiełły, który wkrótce został wyparty z terytoriów litewskich i zmuszony do szukania schronienia na Wołoszczyźnie. Zawarto natomiast w 1437 w Grodnie porozumienie z Zygmuntem Kiejstutowiczem, na mocy którego Litwa po śmierci księcia miała przypaść synowi Władysława Jagiełły.
Po dojściu do pełnoletniości w 1438 Władysław Jagiellończyk potwierdził w Piotrkowie układy zawarte z Zygmuntem. Analogicznego dokumentu nie wystawił książę Litwy, zamiast tego podejmując kroki mające na celu uniezależnienie się od Polski. Bezskutecznie próbował nawiązać sojusz z Albrechtem Habsburgiem, Krzyżakami i Tatarami. Wobec widocznego niepowodzenia szybko zrezygnował z wizji samodzielności i już w 1439 w Trokach potwierdził akty unii grodzieńskiej z 1432.
20 marca 1440 Zygmunt Kiejstutowicz zginął w Trokach zgładzony przez spiskowców. Władysław, który właśnie wyjeżdżał na Węgry, wysłał na Litwę jako namiestnika swojego 13-letniego brata Kazimierza. Możnowładcy litewscy chcąc się uniezależnić od Polski 29 czerwca 1440 obwołali Kazimierza wielkim księciem litewskim. Unia personalna Polski i Litwy została zerwana. Kazimierz rządził Litwą przy pomocy potężnych doradców m.in. Jana Gasztołda. Nie ulegał jednak wpływom litewskiego możnowładztwa i mimo bardzo młodego wieku był zręcznym politykiem i dobrym gospodarzem państwa. Poskromił on separatyzm Smoleńska i Żmudzi (1442) i wykupił Podlasie z rąk księcia mazowieckiego Bolesława IV. Zawarł też przymierze z Wielkim Księstwem Moskiewskim.

### Władysław III Warneńczyk na Węgrzech
W latach 30. strona polska skupiła się wprawdzie na nieudanych próbach przejęcia korony czeskiej, jednak zarazem nie zaniechano działań mających na celu zdobycie tronu węgierskiego dla jednego z synów Władysława Jagiełły. Już po śmierci Zygmunta Luksemburskiego w 1437 stronnictwo propolskie na Węgrzech musiało być stosunkowo silne, bowiem nawet stolica apostolska uwzględniała możliwość koronacji Władysława Jagiellończyka. Ostatecznie królem został Albrecht Habsburg – podstawowym argumentem przeciw kandydaturze Jagiellończyka była jego niepełnoletniość, a tym samym niezdolność do osobistego stawienia czoła zagrażającym Węgrom najazdom tureckim. Na kolejny rok przypadło zaostrzenie stosunków w związku z wojną o tron czeski, w której uczestniczyły także oddziały węgierskie. Latem 1438 doszło też do niszczycielskiego najazdu tureckiego na Siedmiogród, który zdaniem części elit węgierskich miał być inspirowany przez Polskę. Doprowadziło to do dalszego pogorszenia relacji, ale zarazem do osłabienia pozycji Albrechta Habsburga, który walcząc w Czechach nie podjął żadnych kroków obronnych przeciw południowemu sąsiadowi. Dopiero w kolejnym roku wyprawił się on przeciw Turkom, ale wobec słabego morale wojsk i przewagi przeciwnika zrezygnował z wydawania mu walnej bitwy i zarządził odwrót. W drodze powrotnej król zachorował na czerwonkę i zmarł. Po raz kolejny rozgorzała walka o koronę świętego Stefana, w której największe szanse mieli Elżbieta Luksemburska, wdowa po zmarłym królu oraz Władysław Jagiellończyk. Pierwsza była koronowaną władczynią, której prawa do tronu potwierdzały dawniejsze układy stanów węgierskich z Zygmuntem Luksemburskim. Dodatkowo była ona w ciąży, co dawało perspektywy narodzin następcy tronu. Z drugiej strony Władysław Jagiellończyk był władcą już pełnoletnim, cieszącym się opinią doskonałego rycerza, dodatkowo stojącym na czele silnego państwa mogącego skutecznie wesprzeć Węgrów w walce z Imperium Osmańskim. Trzecim kandydatem był syn władcy serbskiego, Łazarz, który nie uzyskał jednak szerszego poparcia. Początkowo możnowładztwo węgierskie opowiadało się za odczekaniem do czasu narodzin dziecka Elżbiety. Szybko przeważyła jednak opinia o konieczności wyboru władcy dorosłego, wspierana między innymi przez uznanego wodza Jana Hunyadyego. W połowie grudnia do Budy przybyło poselstwo polskie, które oficjalnie wysunęło kandydaturę Władysława. Sejm węgierski pomimo oporu stronników królowej-wdowy zdecydował się ją poprzeć i wysłał uroczyste poselstwo do Krakowa. Tam kontynuowano mozolne pertraktacje, utrudniane wieloma czynnikami. Po pierwsze Elżbieta urodziła syna Władysława, który w jej opinii był legalnym następcą tronu. Po drugie opór stawiała część dostojników polskich przeciwnych opuszczaniu kraju przez władcę i niekoniecznie korzystnym warunkom unii z Węgrami. Przypuszcza się, że sprzeciw mógł wychodzić także od samego Władysława, który miał objąć tron pod warunkiem ślubu z liczącą 35 lat wdową po Albrechcie Habsburgu. Zdaniem Długosza ostateczną zgodę wyraził on dopiero pod naciskiem członków rady królewskiej, przytłumiwszy w sobie wszystek wstręt i niechęć. 8 marca 1440 w katedrze wawelskiej przyjął propozycje stanów węgierskich i wydał uroczyście dwa dokumenty. Pierwszy zawierał konfirmację praw, przywilejów i zwyczajów węgierskich, a także zapewniał wsparcie polskie przeciw Turkom. W zamian Węgry miały wspierać Polaków przeciw Tatarom. Sporne tereny, czyli Ruś i Podole miały pozostać przy Polsce, natomiast Spisz miał powrócić do Węgier. Mołdawia miała odtąd pozostawać w zależności od obydwu państw. Drugi dokument zakładał ślub z królową wdową Elżbietą jeszcze przed koronacją, którą wyznaczono na 1 maja 1440.
Surowa zima, a następnie roztopy utrudniające podróż sprawiły, że wyjazd Władysława na Węgry opóźnił się. Dodatkowo pod koniec marca doszło do zamordowania księcia litewskiego Zygmunta Kiejstutowicza. W sytuacji, gdy znane były separatystyczne dążenia dużej części elit litewskich, konieczne było ustanowienie nowego władcy potrafiącego zapewnić kontynuacje unii polsko-litewskiej. Ostatecznie ustalono, że będzie nim brat Władysława, Kazimierz. Wraz z licznym orszakiem możnych i rycerzy wyruszył on w maju na Litwę, by objąć funkcję zastępcy króla polskiego. Co ważne miał on zostać nie wielkim księciem, a namiestnikiem, co doprowadziłoby do zasadniczego połączenia Korony i Litwy. Sprzeciwili się temu bojarzy litewscy, którzy 29 czerwca 1440 niespodziewanie ogłosili Kazimierza wielkim księciem. Ten zgodził się objąć tron, tym samym łamiąc postanowienia unii grodzieńskiej. Takiemu rozwojowi wypadków przeciwne było polskie otoczenie Kazimierza, nie miało ono jednak możliwości przeciwstawienia się jego decyzji. Kazimierz wręczył każdemu z przydzielonych sobie opiekunów nieznaczne upominki, po czym stanowczo odprawił ich do Polski. W efekcie przejął władzę w wielkim księstwie, choć ta ze względu na jego młody wiek przez kilka lat spoczywała w rzeczywistości w rękach możnych bojarów, przede wszystkim potężnego Jana Gasztołda.
Władysław tymczasem, po podjęciu decyzji w sprawie Litwy rozpoczął podróż na południe. 21 kwietnia w Nowym Sączu podjął ostatnie decyzje na temat rządów w państwie pod jego nieobecność, pożegnał swoją matkę i brata, po czym wraz z orszakiem przekroczył granicę węgierską. Wkrótce przybył do Kieżmarku, gdzie dotarły do niego pierwsze informacje na temat zaostrzonej sytuacji na Węgrzech. Wprawdzie sejm nadal popierał kandydaturę Władysława, ale otwarcie sprzeciwiła jej się królowa-wdowa. Wykradła ona z Wyszehradu Koronę Świętego Stefana, po czym rozpoczęła przygotowania do koronacji swojego syna. Do tej doszło 15 maja w Białogrodzie. Koronę na głowę trzymiesięcznego dziecka włożył prymas Węgier, co podnosiło rangę uroczystości. Zarazem jednak akt koronacji był niezgodny z decyzją sejmu, a informacja o nim nie dotarła do szerszych rzesz szlachty. W tej sytuacji decydujące miało być to, która strona pierwsza zajmie stolicę kraju. Udało się to Władysławowi – jego stronnicy w połowie miesiąca obsadzili Budę, po czym on sam wkroczył do niej uroczyście 21 maja. Elżbieta w tej sytuacji wycofała się do Györ, a następnie do Preszburga (dzisiejszej Bratysławy). Władysław tymczasem dzięki łagodnemu podejściu i zaniechaniu represji, a także w sytuacji gdy Turcy oblegli Belgrad i tym samym zbliżali się do środkowych Węgier, zyskiwał coraz liczniejszych popleczników. Sejm węgierski zdecydował, że o koronacji może decydować jedynie szlachta na drodze wolnej elekcji, a następnie unieważnił koronację syna Elżbiety i okrzyknął królem Władysława Jagiellończyka. Jego koronacja odbyła się w Białogrodzie 16 lipca. W sytuacji, gdy nie udało się odzyskać Korony św. Stefana, na głowę Władysława włożono koronę żelazną, która na mocy decyzji sejmu stała się pełnoprawnym insygnium koronacyjnym.

### Wojna domowa na Węgrzech
Koronacja Władysława nie tylko nie zakończyła sporów wewnętrznych, ale doprowadziła do wybuchu wojny domowej. Elżbieta oddała swojego syna pod opiekę cesarza Fryderyka III Habsburga, a także zastawiła mu Koronę św. Stefana. W zamian otrzymała środki finansowe, które pozwoliły jej rozpocząć ofensywę przeciw Władysławowi. Na czele wojsk opozycji stanął husycki wódz Jan Jiskra, który zdecydował się na ofensywę w rejonie Górnych Węgier, czyli dzisiejszej Słowacji. Krok ten miał umożliwić odcięcie Władysława od ewentualnych posiłków z Polski. Giskra osiągnął spore sukcesy, a Elżbieta uzyskała dodatkowo także poparcie licznych wielmożów z południowych i zachodnich Węgier. W większości byli to dostojnicy, których nowy król pominął przy nadawaniu stanowisk, godności i podarków związanych z koronacją. Na stronę królowej-wdowy przeszedł między innymi ponownie prymas Węgier. Siły opozycji niespodziewanie ruszyły z południa na Budę, co mogło doprowadzić do upadku władzy Władysława. W krytycznej sytuacji wezwał on oddziały broniące granicy południowej przed Turkami. Te pod dowództwem Jana Hunyadyego starły się pod koniec grudnia z wojskami Elżbiety pod Batászkiem. Wyrównana bitwa, w której przewagę liczebną mieli opozycjoniści zakończyła się zwycięstwem wojsk królewskich. Zahamowało to ofensywę królowej-wdowy, której wojska z Górnych Węgier zapuszczały się dotąd niemal pod samą stolicę. Pozycję Władysława dodatkowo wzmocniło przybycie liczących około 5000 ludzi posiłków z Małopolski. Oddziałom tym udało się przebić przez opanowane przez Giskrę Górne Węgry i dotrzeć 5 stycznia do Budy. Pomimo bardzo ostrej zimy Władysław rozpoczął ofensywę, która pozwoliła na zajęcie Ostrzyhomia. Następnie ruszył na południowy zachód, gdzie pomimo porażki części sił królewskich pod Samborem zdołał podporządkować sobie hrabiów cylejskich, a tym samym zlikwidować jeden z głównych ośrodków oporu. Sukces ten nie został jednak wykorzystany, bowiem impet ofensywy królewskiej znacznie zmalał. Siły Hunyadyego powróciły nad granicę z Turcją, zaś na Górne Węgry wysłano jedynie część oddziałów. Król pozostał w stolicy, by dopilnować pertraktacji z Elżbietą. To właśnie jego zbytniej ugodowości i skłonności do prowadzenia rozmów, zamiast podejmowania zdecydowanych działań wojennych przypisuje się dalsze porażki sił królewskich. Opozycja znowu przejęła inicjatywę, zajmując ważną twierdzę w Kieżmarku. Władysławowi pozostały jedynie nieliczne posiłki wielkopolskie, bowiem Małopolanie już latem wrócili do Polski. Główne siły węgierskie walczyły z Turkami, co pozbawiało króla środków umożliwiających stłumienie oporu Elżbiety. Władysławowi nie udało się także sprowadzić większych posiłków z ojczyzny – jego dramatyczne listy z prośbą o wsparcie zignorowała większość wielmożów, a także książę mazowiecki Siemowit IV. Uchwalono wprawdzie niewielkie podatki wojenne, ale spór z Litwą o ziemię drohiczyńską wykluczał jakąkolwiek zdecydowaną akcję. Dodatkowy powód zniechęcenia rycerstwa polskiego do walk na południu stanowiła zapewne szalejąca na Węgrzech zaraza. Wojna domowa przeciągała się, co działało na niekorzyść Władysława. Rozpoczął on wprawdzie przygotowania do kolejnej ofensywy, przebiegały one jednak bardzo wolno, a atak ruszył dopiero z początkiem stycznia 1441. Siły królewskie odblokowały oblężony przez Elżbietę zamek w Preszburgu, po czym rozpoczęły oblężenie znajdującego się w rękach Elżbiety miasta. Wielkim błędem Jagiellończyka było odstąpienie od oblężenia, wobec prób pertraktacji ze strony Fryderyka III i Elżbiety. Rozmowy nie przyniosły rezultatu, a odwrót króla zakończył się klęską – wojsko wyniszczyła zaraza i walki z czeskimi najemnikami Elżbiety. Dodatkowo do Polski powróciły nieopłacone oddziały ochotników dotąd walczące w rejonie Koszyc. Niepowodzeniem zakończyła się także kampania Władysława z przełomu 1441/1442.
Na początku 1442 obie strony były wyczerpane, a kraj pogrążał się w regresie gospodarczym. Zarówno szlachta polska, jak i cesarz Fryderyk III nie byli skłonni do udzielania dalszego wsparcia finansowego i militarnego. W sytuacji, gdy spodziewano się dodatkowo kolejnej ofensywy tureckiej, obie strony konfliktu skłonne były rozpocząć pertraktacje. Trwały one od maja do sierpnia przy pośrednictwie delegata papieskiego, kardynała Juliana Cesariniego. Ustalenia pokojowe zakładały, że koronacja Władysława zostanie unieważniona, ale zachowa on władzę jako regent i opiekun syna Elżbiety, aż do czasu osiągnięcia przez niego wieku 15 lat. Jagiellończyk miał też poślubić starszą córkę Albrechta i Elżbiety, Annę. Układ ten mógł ustabilizować sytuację na Węgrzech, a nawet okazać się korzystnym dla Władysława, ale jego zatwierdzeniu stanowczo sprzeciwili się węgierscy doradcy króla i sejm. Dla szlachty węgierskiej głęboką ujmą było bowiem zanegowanie prawa wolnej elekcji i unieważnienie podjętych przez nią decyzji koronacyjnych. W efekcie pokoju nie podpisano, a rozmowy były prowadzone od początku. Ostatecznie nowy pokój podpisano 14 grudnia 1442. Nie rozwiązywał on zasadniczo żadnych kwestii spornych, a jedynie rozdzielał strefy wpływów i określał, które twierdze i miasta pozostaną w rękach królowej. Układ ten został zaakceptowany przez Władysława, mimo że był dla niego wysoce niekorzystny. W rzeczywistości stanowił jedynie zawieszenie broni, wymuszające niemal wybuch kolejnej wojny domowej. Sytuację dodatkowo skomplikowała nagła śmierć Elżbiety 19 grudnia, która de facto przywracała jedynie zawieszenie broni mające trwać do kwietnia. Władysław nie wykorzystał sytuacji i nie stłumił pozbawionej przywódczyni opozycji. Przeciwnie, zdecydował się na przygotowania do wielkiej wojny z Turcją pomimo braku porozumienia z przeciwnikami i wewnętrznego rozbicia państwa.

## Panowanie Kazimierza Jagiellończyka (1447–1492)
Panowanie Kazimierza Jagiellończyka jako króla polski należało do najdłuższych w dziejach królestwa. Trwało 45 lat i przypadało na zmierzch gotyku w Polsce, krystalizację instytucji demokracji szlacheckiej oraz supremację szlachty nad innymi stanami. Wstąpił na tron Polski dopiero po trzech latach od śmierci swego brata Władysława III pod Warną w 1444 roku. Miało to na celu uzyskanie od możnych polskich lepszych warunków unii dla Wielkiego Księstwa Litewskiego, w którym rządził od 1440 roku. Był to też okres wojny trzynastoletniej (1454–1466) z Zakonem Krzyżackim, w wyniku której Polska po podpisaniu pokoju toruńskiego odzyskała Pomorze Gdańskie, Warmię i ziemie chełmińską oraz michałowską. Dzieje tej wojny wiążą się z przyznaniem szlachcie przywileju cerekwicko-nieszawskego w 1454 roku, który nakazywał królowi pytać szlachtę o pozwolenie zwołania pospolitego ruszenia czy nałożenia nowych podatków, co w znaczny sposób ograniczyło prerogatywy króla i wzmocniło szlachtę. Panowanie Kazimierza w Królestwie Polskim i Wielkim Księstwie Litewskim było czasem, w którym państwo polsko-litewskie uzyskało status mocarstwa w środkowej Europie. Był to także okres rozwoju kultury i sztuki, z którym wiążą się nazwiska Jana Długosza, Wita Stwosza, Kallimacha czy Wojciecha z Brudzewa. Dziećmi Kazimierza IV byli m.in. Jan Olbracht, Aleksander Jagiellończyk i Zygmunt Stary, kolejno po sobie następujący królowie Polski.